# České Brezovo
České Brezovo – wieś (obec) na Słowacji położona w kraju bańskobystrzyckim, w powiecie Poltár. Pierwsze wzmianki o miejscowości pochodzą z roku 1435.
Według danych z dnia 31 grudnia 2012, wieś zamieszkiwało 513 osób, w tym 275 kobiet i 238 mężczyzn.
W 2001 roku rozkład populacji względem narodowości i przynależności etnicznej wyglądał następująco:
- Słowacy – 99,37%
- Czesi – 0,42%
- Węgrzy – 0,21%

Ze względu na wyznawaną religię struktura mieszkańców kształtowała się w 2001 roku następująco:
- Katolicy rzymscy – 35,98%
- Grekokatolicy – 1,26%
- Ewangelicy – 52,3%
- Prawosławni – 0,42%
- Ateiści – 8,79%
- Nie podano – 1,05%